# Tricalysia coriacea
Espèce
Synonymes
- Diplocrater coriacea (Benth.) Hook.f. ex B.D.Jacks.[1]
- Empogona coriacea (Sond.) Tosh & Robbr. (préféré par NCBI)[2]
- Randia coriacea Benth.[1]
- Tricalysia coriacea subsp. coriacea[1]
- Tricalysia coriacea[2]
- Tricalysia petiolata De Wild.[1]
- Tricalysia vignei Aubrév. & Pellegr.[1]

Tricalysia coriacea est une espèce de plantes de la famille des Rubiaceae.

## Liste des sous-espèces
Selon Catalogue of Life (12 avril 2019) :
- sous-espèce Tricalysia coriacea subsp. angustifolia
- sous-espèce Tricalysia coriacea subsp. coriacea
- sous-espèce Tricalysia coriacea subsp. nyassae

Selon World Checklist of Selected Plant Families (WCSP) (12 avril 2019) :
- sous-espèce Tricalysia coriacea subsp. angustifolia (J.G.García) Robbr. (1987)
- sous-espèce Tricalysia coriacea subsp. coriacea
- sous-espèce Tricalysia coriacea subsp. nyassae (Hiern) Bridson (2003)

Selon The Plant List (12 avril 2019) :
- sous-espèce Tricalysia coriacea subsp. angustifolia (J.G.García) Robbr.
- sous-espèce Tricalysia coriacea subsp. nyassae (Hiern) Bridson

Selon Tropicos (12 avril 2019) (Attention liste brute contenant possiblement des synonymes) :
- sous-espèce Tricalysia coriacea subsp. angustifolia (J.G. García) Robbr.
- sous-espèce Tricalysia coriacea subsp. coriacea
- sous-espèce Tricalysia coriacea subsp. nyassae (Hiern) Bridson

## Publication originale
- Flora of Tropical Africa 3: 120. 1877.